# Romy Mars
Romy Croquet Mars Coppola (28 de noviembre de 2006) es la hija de la directora Sofia Coppola y del músico Thomas Mars. Actualmente se dedida a la música y la actuación.  Es miembro de la familia Coppola.

## Vida y carrera
Romy es la hija mayor de Sofia Coppola y Thomas Mars. Tiene una hermana menor llamada Cosima Mars. Fue nombrada en honor a su tío Roman Coppola .  Fue criada fuera del ojo público e hizo su primera aparición como modelo en 2020 para Marc Jacobs.  En 2023, cuando tenía 16 años, se volvió viral por un video de TikTok  en el que intenta hacer pasta y dice que la castigaron por intentar usar la tarjeta de crédito de su padre para tomar un helicóptero para cenar con un amigo de otro estado. 
Mars comenzó a escribir música cuando tenía 12 años.  Lanzó sus primeros sencillos pop, "Stuck Up" y "From a Distance", el 22 de mayo de 2024.  
Mars apareció en un pequeño papel como reportera en la película Megalópolis , dirigida por su abuelo Francis Ford Coppola y que se estrenó en el Festival de Cine de Cannes de 2024.  Más tarde ese mismo año, interpretó a una estudiante llamada Kayla en la serie de comedia de FX English Teacher . 
El 9 de mayo de 2025, lanzó su nuevo sencillo "A-Lister". 